# آروشا
آروشا یکی از شهرهای شمالی کشور تانزانیا و مرکز استان آروشا می‌باشد.
برپایه نتایج سرشماری عمومی نفوس و مسکن که در سال ۲۰۰۲ توسط دولت تانزانیا انجام شد جمعیت این شهر بالغ بر ۲۷۰٬۵۰۰ نفر اعلام شده‌است. این شهر در میان دشت سرنگتی قرار گرفته‌است.
دادگاه بین‌المللی کیفری برای رواندا نیز در این شهر جای دارد.
شهر آروشا میزبان ورزش قهرمانی تانزانیا نیز می‌باشد و تیم ملی راگبی تانزانیا در این شهر مستقر می‌باشد که بازی‌های ملی خود را در این شهر برگزار می‌کند.

## شهرهای خواهرخوانده
- دورهام، کارولینای شمالی، ایالات متحده آمریکا
- کانزاس‌سیتی، ایالات متحده آمریکا
- موتسوشلاگ، اتریش
- تیفاریتی، صحرای غربی

## آب و هوا
| داده‌های اقلیم Arusha    | داده‌های اقلیم Arusha | داده‌های اقلیم Arusha | داده‌های اقلیم Arusha | داده‌های اقلیم Arusha | داده‌های اقلیم Arusha | داده‌های اقلیم Arusha | داده‌های اقلیم Arusha | داده‌های اقلیم Arusha | داده‌های اقلیم Arusha | داده‌های اقلیم Arusha | داده‌های اقلیم Arusha | داده‌های اقلیم Arusha | داده‌های اقلیم Arusha |
| ماه                     | ژانویه               | فوریه                | مارس                 | آوریل                | مه                   | ژوئن                 | ژوئیه                | اوت                  | سپتامبر              | اکتبر                | نوامبر               | دسامبر               | سال                  |
| ----------------------- | -------------------- | -------------------- | -------------------- | -------------------- | -------------------- | -------------------- | -------------------- | -------------------- | -------------------- | -------------------- | -------------------- | -------------------- | -------------------- |
| میانگین بیش‌ترین °C (°F) | ۲۹ (۸۴)              | ۲۹ (۸۴)              | ۲۷ (۸۱)              | ۲۵ (۷۷)              | ۲۲ (۷۲)              | ۲۱ (۷۰)              | ۲۱ (۶۹)              | ۲۲ (۷۲)              | ۲۴ (۷۶)              | ۲۷ (۸۰)              | ۲۷ (۸۱)              | ۲۷ (۸۱)              | ۲۵٫۱ (۷۷٫۳)          |
| میانگین کم‌ترین °C (°F)  | ۱۰ (۵۰)              | ۱۱ (۵۱)              | ۱۲ (۵۳)              | ۱۴ (۵۷)              | ۱۱ (۵۲)              | ۹ (۴۸)               | ۹ (۴۹)               | ۹ (۴۸)               | ۸ (۴۷)               | ۱۱ (۵۱)              | ۱۱ (۵۱)              | ۱۰ (۵۰)              | ۱۰٫۴ (۵۰٫۶)          |
| بارندگی میلی‌متر (اینچ)  | ۶۰ (۲٫۳)             | ۸۰ (۳٫۳)             | ۱۸۰ (۷)              | ۳۷۰ (۱۴٫۵)           | ۲۱۰ (۸٫۳)            | ۳۰ (۱٫۳)             | ۲۰ (۰٫۶)             | ۲۰ (۰٫۸)             | ۲۰ (۰٫۸)             | ۴۰ (۱٫۴)             | ۱۱۰ (۴٫۴)            | ۱۰۰ (۴)              | ۱٬۲۴۰ (۴۸٫۷)         |
| منبع: Weatherbase       |                      |                      |                      |                      |                      |                      |                      |                      |                      |                      |                      |                      |                      |